# Hamutal
Hamutal (del hebreo Jamûtal, "mi suegro es el rocío" o "pariente del rocío"). Hija de Jeremías de Libná, (Diferente al profeta Jeremías de Anatot), esposa del rey Josías y madre de los reyes Joacaz y Metanías (también llamado Sedecías).